# Autoodi
L'autoodi és l'odi d'un mateix. En psicologia l'odi cap a un mateix és l'oposit de l'autoestima. Aplicat en el camp de la sociolingüística, fa referència a l'odi cap a la cultura pròpia o la llengua pròpia. La persona cerca d'amagar les característiques individuals que no s'adeqüen als estereotips socials, en processos de conflicte o assimilació social. És el que sent qui odia els seus trets d'identitat, i els dels seus familiars i amics, quan són estigmatitzades o marcades negativament per grups dominants. Una de les formes d’autoodi més arrelades als països de parla catalana és el canvi sistemàtic que els seus parlants fan a la llengua espanyola.

## En la sociologia
És un concepte encunyat per Rafel Ninyoles (1943-2019) per descriure i designar l'actitud d'abandó de la llengua pròpia per mitjà d'un procés de substitució d'aquesta per la llengua de les classes dominants. Vicent Pitarch i Almela també s'ha dedicat al fenomen.
Aquest fenomen explica perquè alguns grups socials perifèrics renuncien a la llengua o varietat —o fins i tot, a la identitat— que els és pròpia en favor de la «llengua legítima» dins el «mercat lingüístic», en termes del sociòleg Pierre Bourdieu. D'acord amb l'escrit Ce que parler veut dire d'aquest mateix autor, és en aquest mercat lingüístic on s'imposa la definició del legítim i l'il·legítim. En aquest context, les classes dominants exercirien una violència simbòlica a través de les seves institucions i de les seves pràctiques. Seria en el mateix dia a dia que cadascun dels actors socials aniria assumint la seva posició dins aquest «consens», i aniria acceptant els criteris de judici de les classes dominants, ja que «els intercanvis lingüístics són també relacions de poder simbòlic on s'actualitzen les relacions de força entre els locutors o els seus grups respectius». Per tant, segons Bourdieu, la ideologia dominant acabaria impregnant totes les capes de la societat imposant una suposada «llengua legítima». Per mitjà d'un procés de desconeixement, aquesta imposició a la fi és percebuda com un criteri objectiu de competència, en lloc d'una discriminació de classe. És quan aquests criteris d'assignació de valor dominants que justifiquen l'expropiació dels capitals simbòlics dels grups exclosos són assumits pels mateixos grups exclosos que apareixeria l'autoodi.
Bourdieu explica el funcionament de les pràctiques socials i simbòliques en relació amb les condicions materials de producció del pensament marxista, que mantindrien una relació dialèctica entre elles. És així com treu l'entrellat al concepte de «falsa consciència» de Karl Marx, segons la qual les classes desafavorides acabarien sotmetent-se als dictàmens del capitalisme encara que aquest presenti un esquema que els margina sistemàticament. A Sociolingüística de la llengua catalana Boix i Vila diuen que «la prova més important del poder dels capitals simbòlics és que els dominats esdevenen còmplices dels punts de vista i concepcions del dominador». És així com expliquen la consideració del castellà com a llengua nacional per part de la burgesia catalana a partir del segle xix.
El concepte d'autoodi, juntament amb el de diglòssia, van atraure molt l'atenció de la sociolingüística catalana de l'antifranquisme. Tanmateix, a mesura que el català ha adquirit posicions de poder, l'interès pels debats que giraven entorn del conflicte lingüístic s'ha apaivagant, excepte pel que fa al de la normalització.